# فليكا كلادوشا
فليكا كلادوشا (معناها كلادوشا العظمى) هي مدينة وبلدية في أقصى الشمال الغربي من البوسنة والهرسك ، وتقع بالقرب من الحدود مع كرواتيا. أقرب مدينة لها هي كازين والأبعد قليلا هي مدن بيخاتش وبوسانسكي نوفي. عبر الحدود، وهي ليست بعيدة عن سيتينجراد. إداريا هي جزء من كانتون يونا-سانا في اتحاد البوسنة والهرسك. تضم بلدية فيليكا كلادوشا أيضًا العديد من البلدات والقرى الصغيرة داخلها مثل مالا كلادوشا وتودوروفو وبودزفيزد ووموماتك وكرفاريفاتش. مدينة فيليكا كلادوشا هي مركز البلدية لأن معظم المستشفيات والمتاجر والمباني الحكومية توجد هناك.

## التركيبة السكانية

### 2013
بلغ عدد سكان بلدية فليكا كلادوشا لعام 2013 (40,419) نسمة، وكانت نسبة السكان:
- 32,561 البوشناق (80.55%).
- 146 الصرب (0.36%).
- 636 الكروات (1.57%).

## مشاهير
- فكرت عبديتش، سياسي ورائد أعمال.
- باجيو هوشيديتش، لاعب كرة قدم.
- حسين ملجكوفيتش، (1905-1944) قائد عسكري.
- أديس نوركوفيتش، لاعب كرة قدم.

## وصلات خارجية
- الموقع الرسمي